# Nitrofen
Nitrofen ist ein Herbizid, welches lange Zeit in der Landwirtschaft verwendet wurde. Es wurde 1964 in den USA als Unkrautvertilgungsmittel entwickelt und weltweit unter dem Handelsnamen Trizilin, TOK und Trazalex vertrieben. Nitrofen-Rückstände in Eiern und Geflügel lösten im Sommer 2002 den Nitrofen-Skandal aus.
Nitrofen greift in das Hormonsystem ein. Es ist ähnlich aufgebaut wie ein Schilddrüsenhormon und gilt als erbgutverändernd (mutagen). In Tierversuchen hat sich Nitrofen als krebserregend und fruchtschädigend erwiesen. Da es vom Körper nicht abgebaut wird, reichert es sich bei der Fütterung von Tieren im Fettgewebe an. Bei Legehennen kann es in die Eier übergehen.

## Verwendung
Die Anwendung von Nitrofen ist seit 1980 in der Bundesrepublik Deutschland verboten. Seit 1990 gilt das Verbot auch für Ostdeutschland. Die Europäische Union hat Nitrofen 1988 für alle Mitgliedsstaaten verboten. Auch in der Schweiz ist Nitrofen nicht mehr zugelassen.
Als selektives Kontakt-Herbizid wurde Nitrofen hauptsächlich im Vorauflauf-Verfahren eingesetzt. Da es nur bei Lichteinfluss wirksam ist, sollte es nicht in den Boden eingearbeitet werden. Nitrofen wurde vor allem gegen Ungräser beim Getreideanbau verwendet, insbesondere gegen Windhalm und Acker-Fuchsschwanz. Daneben wurde es beispielsweise auch beim Anbau von Gemüse, Kartoffeln und Baumwolle gegen Gräser und zweikeimblättrige Unkräuter eingesetzt.
Es ist ein braunes, kristallines Pulver und wurde als Spritzpulver oder als 25%iges Emulsionskonzentrat gehandelt.

## Grenzwerte
Nach der Rückstands-Höchstmengenverordnung (RHmV) vom 21. Oktober 1999 liegt die tolerierbare Menge an Nitrofen pro Kilogramm Lebensmittel bei höchstens 0,01 Milligramm. Infolge des Nitrofen-Skandals (s. u.) wurde der Grenzwert für Baby- und Kleinkindnahrung auf 0,005 mg gesenkt. Die Nachweisgrenze für Nitrofen liegt bei 0,004 mg/kg.

## Metabolisierung
Bei der Metabolisierung von Nitrofen in Ratten entstehen als Hauptprodukte die beiden im Benzolring hydroxylierten Verbindungen 5-(2,4-Dichlorphenoxy)-2-nitrophenol und 2,4-Dichlor-5-(4-nitrophenoxy)phenol
Als Nebenabbauprodukt entsteht durch Reduktion der Nitrogruppe zu etwa 15 % 4-(2,4-Dichlorphenoxy)anilin (Aminofen). Der weitere Abbau zu 4-(4-Aminophenoxy)-2,5-dichlorphenol erfolgt über eine Ring-Hydroxylierung, bzw. zu 4-(2,4-Dichlorphenoxy)acetanilid durch eine Acetylierung.

## Nitrofen-Skandal
Der Nitrofen-Skandal wurde im Sommer 2002 in Deutschland bekannt. 1988 wurde ein vollständiges Vertriebs- und Anwendungsverbot für den herbiziden Wirkstoff Nitrofen und nitrofenhaltige Substanzen in der damaligen EG (heute EU) erlassen, und damit auch in der Bundesrepublik gültig, wo bereits 1980 die Vertriebszulassung für nitrofenhaltige Mittel ausgelaufen war.
Zu dieser Zeit existierte die DDR noch, in der Nitrofen und andere in der EU verbotene Pestizide weiter zugelassen und im Gebrauch waren. Es wurde erst 1990 für die neuen Bundesländer übernommen. Dementsprechend gab es nach der Wiedervereinigung noch eingelagerte Restbestände. So wurde in einer Lagerhalle, die nach der Einlagerung von Pestiziden nicht ausreichend überprüft und gereinigt worden war, Getreide für Futtermittel eingelagert. Das Getreide war hierdurch mit Nitrofen kontaminiert, als es an Geflügel verfüttert wurde. Da das Getreide als Bio-Futtermittel verkauft wurde, waren vor allem Eier und Geflügel aus Bio-Betrieben betroffen.
Erstmals aufgefallen waren die erhöhten Nitrofenwerte im November 2001 bei einem Babynahrungshersteller, dessen Labor die Werte nachwies. Zunächst versuchte der Betrieb, seine Lieferanten zur Abhilfe zu bewegen, was aber misslang. Die erhöhten Werte blieben auch deswegen verhältnismäßig lang unentdeckt, da zu dieser Zeit wegen des lange bestehenden Verbots nicht mehr routinemäßig auf Nitrofen getestet wurde. So wurde auch erst im Juni 2002 die Europäische Kommission über das Schnellwarnsystem für Lebens- und Futtermittel von der Kontaminierung in Kenntnis gesetzt. Der Lebensmittelskandal brachte kurzzeitig die Verbraucherschutzministerin Renate Künast in Bedrängnis.
Der durch den Skandal entstandene mittelbare und unmittelbare Schaden wurde vom Deutschen Bauernverband auf rund 500.000 Euro geschätzt und trug entscheidend zur Verordnung (EG) Nr. 1935/2004 „über Materialien und Gegenstände, die dazu bestimmt sind, mit Lebensmitteln in Berührung zu kommen“ bei.

## Externe Links zu erwähnten Verbindungen
1. ↑  Externe Identifikatoren von bzw. Datenbank-Links zu 5-(2,4-Dichlorphenoxy)-2-nitrophenol:  CAS-Nr.: 59683-59-9, PubChem: 181228, ChemSpider: 157668, Wikidata: Q83082493.
2. ↑  Externe Identifikatoren von bzw. Datenbank-Links zu 2,4-Dichlor-5-(4-nitrophenoxy)phenol:  CAS-Nr.: 63987-04-2, PubChem: 14591739, ChemSpider: 35782043, Wikidata: Q82445910.
3. ↑  Externe Identifikatoren von bzw. Datenbank-Links zu 4-(4-Aminophenoxy)-2,5-dichlorphenol:  CAS-Nr.: 85559-58-6, PubChem: 56619888, ChemSpider: 35790000, Wikidata: Q82656290.
4. ↑  Externe Identifikatoren von bzw. Datenbank-Links zu 4-(2,4-Dichlorphenoxy)acetanilid:  CAS-Nr.: 56120-26-4, PubChem: 3017018, ChemSpider: 2284837, Wikidata: Q27262598.